# Colonne solaire du Balayn
La colonne solaire du Balayn est une colonne située à Saint-Félicien, en France.

## Description
Colonne en pierre sculptée, décorée d'un masque solaire.

## Localisation
La colonne est située dans une ferme du hameau Balayn sur la commune de Saint-Félicien, dans le département français de l'Ardèche.

## Historique
L'édifice est inscrit au titre des monuments historiques en 1928.